# Francesc Serrat
Francesc Serrat (Sant Joan de les Abadesses) fou mestre i intèrpret de viola especialment actiu durant el primer terç del segle xix a Castelló d'Empúries.
Natural de Sant Joan de les Abadesses, fou cabíscol i xantre tenor de la col·legiata de Santa Maria de Vilabertran fins a l'any 1818. Va obtenir, l'any 1826 el benefici eclesiàstic de Santa Caterina com a intèrpret de viola, vacant per òbit de Miquel Agramont. L'any 1828 també hi consta com a beneficiari annex sense cap especificació d'instrument, però el clergue Ramon Frigola constà en acte que tenia la plaça de primer violí.